# Giovanni Camerino
Giovanni Camerino, o Camerini (... – Portoferraio, 6 maggio 1570), è stato un architetto e ingegnere militare italiano.

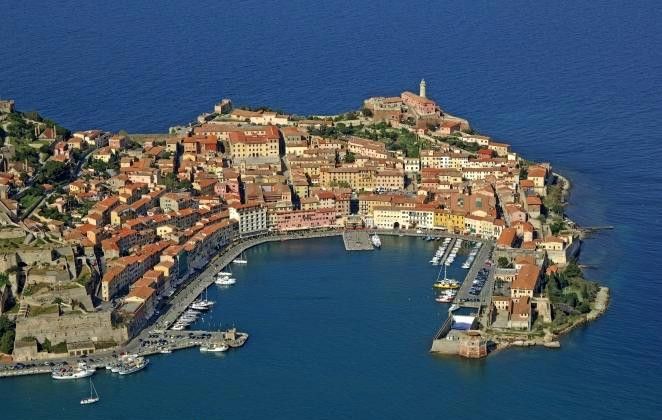
Il nucleo originario di Portoferraio

Progettista di fortificazioni fu al servizio del granduca Cosimo I e partecipò alla realizzazione di imponenti opere difensive in tutta la Toscana, applicando le tecniche della fortificazione alla moderna.
Tra le sue opere vanno ricordate soprattutto le fortificazioni di Portoferraio (Cosmopoli) all'Isola d'Elba e Terra del Sole (Eliopoli) nella Romagna fiorentina, entrambe fatte costruire su volontà di Cosimo I de' Medici.

## Biografia
Non si dispone di notizie documentate sulla prima fase della sua vita e sulla sua formazione. Si presume di origine marchigiana e probabilmente di Camerino.
Le prime notizie documentate sulla sua attività risalgono agli inizi degli anni quaranta e lo vedono è già al servizio granducale ad occuparsi di lavori di ingegneria militare e idraulica.
Dal 1544 lavorò alla Torre di Poppi e poi alle opere di bonifica in Valdichiana. Compie per servizio anche viaggi in Fiandra e Francia. 
Lavorò alle fortificazioni di Montepulciano, Populonia e Rocca Sibillina. Nel 1549 cominciò a lavorare nell'isola dell'Elba, al progetto di Cosmopoli (Portoferraio) al posto di Giovanni Battista Belluzzi. Tali lavori lo impegneranno per tutta la vita e sull'isola il Camerino pose anche la sua residenza. Dalla metà del XVI secolo per implementare e migliorare il sistema difensivo dello Stato dei Presidi, fu incaricato dagli spagnoli per la costruzione di Forte Filippo, sulle alture di Porto Ercole. Collaborò inoltre al completamento dei baluardi del sistema difensivo dell'Argentario con la costruzione di Forte Stella e della Rocca aldobrandesca. Nel 1552 disegnò la pianta di San Casciano; poi, sempre in collaborazione con gli altri progettisti al servizio di Cosimo, lavorò alle fortificazioni di Piombino, San Gimignano, Poggio Imperiale, Brolio, Massa Marittima, a Grosseto, e a Sansepolcro.  Tra il 1564 e il 1568 risiedette stabilmente a Castrocaro per sovrintendere alla serie di opere che dovevano fortificare la "Romagna toscana" con la fondazione di Terra del Sole. 

## Opere
- La forma urbana e le fortificazioni di Portoferraio tra cui le fortezze in muratura del Falcone e della Stella e a difesa del porto la torre della Linguella. Della nuova città progettò anche gli edifici rappresentativi: Duomo, convento di San Francesco, Biscotteria.
- Il castello Nuovo a Piombino (1555-1559)